# 安基成
安基成（1898年—？），又名鄭在潤（韓語：정재윤）或鄭在允（韓語：정재윤），北韓政治人物，國內派人，官至最高人民會議代議員和黨中央委員，後因捲入間諜罪而被開除黨籍和職務。

## 生平
安基成出生於慶尚北道安東市。1919年曾參與三一運動，以抗議日本對朝鮮半島的殖民統治。同期，他還成為學生大會中央委員。1925年初，他又成為朝鮮民眾劃定大會的籌備員。同年9月，他當選朝鮮農民總同盟的中央執行委員。隨後，他又加入朝鮮共產黨，並被委任為京畿道的黨委員長。1927年10月，他因身份問題而被反對共產主義的日本殖民地政府逮捕，並在翌年被監禁5年。
1945年，日本投降，二戰結束，安基成隨即參與重建朝鮮共產黨的工作，並在翌年成為民主主義民族戰線的常任委員和事務局財政部長。1947年他因被南韓政府壓迫而投奔北韓。翌年，他在首屆的最高人民會議選舉中成功當選為代議員，還被委任為革命家遺屬後援會的副委員長。之後，他被選為黨中央委員。1950年韓戰期間，他負責指揮游擊隊第七郡南道富部隊，在朝鮮人民軍佔領京畿道時，他又成為當地的人民委員會副委員長。然而，1953年8月，即韓戰結束不久後，國內派首領李承燁被時任最高領導人金日成指控為顛覆政府的間諜，安基成也被捲入其中，並在隨後被肅清，後再沒有其消息。

## 資料來源
1. 1 2 3 4 5 6 7  .   [2014-01-08]. （原始内容存档于2014-01-08）.
2. 1 2 3 4 5  .   [2014-01-08]. （原始内容存档于2019-08-15）.